# Zapora Inguri
Zapora Inguri (też: Zapora Enguri) – łukowa, żelbetowa zapora wodna na rzece Inguri w zachodniej Gruzji, oddana do eksploatacji w 1984 r. W tym czasie była najwyższą zaporą wodną na świecie. Jej budowa doprowadziła do powstania długiego na ponad 20 km zbiornika zaporowego oraz umożliwiła zaprojektowanie kaskady elektrowni wodnych, znajdujących się już na terenie Abchazji.

## Położenie
Zaporę wzniesiono w miejscu, w którym rzeka Inguri w swej drodze do Morza Czarnego opuszcza góry Kaukazu, powyżej miejscowości Dżwari.

## Charakterystyka
Zapora o podwójnej krzywiźnie (jej ściana w przekroju zarówno poziomym jak i pionowym ma kształt łuku wygiętego częścią środkową w kierunku wysokiej wody, co zapewnia optymalną wytrzymałość na naciski wielu tysięcy ton wody) zbudowana została z żelbetu i zakotwiona w dnie i ścianach doliny. Jej wysokość wynosi 271,5 m, zaś długość mierzona wzdłuż korony – 728 m. Grubość muru zapory u podstawy wynosi 52 m, a w koronie 10 m. Jej kubatura to 4 mln m³ betonu. Ukończona została w 1988 r. i w tym czasie była najwyższą łukową zaporą wodną na świecie. Dziś zajmuje szóste miejsce wśród zapór wszystkich rodzajów – wyprzedzają ją Zapora Nurecka w Tadżykistanie, trzy zapory chińskie i szwajcarska Grande Dixence.

## Elektrownia
Budowa zapory, realizowana w latach 1961–1987, doprowadziła do powstania długiego na ponad 20 km zbiornika zaporowego o powierzchni 13,1 km². Umożliwiło to powstanie systemu elektrowni wodnych z dwudziestoma turbinami Francisa o mocy 66 MW każda.

## Stan zapory
Problemem stał się fatalny stan zapory stwierdzony przez kanadyjskich specjalistów krótko po jej oddaniu do użytku (w 1994 r.). Na pilny remont obiektu, którego uszkodzenie mogłoby spowodować niewyobrażalną tragedię, wyasygnowano w następnych latach 116 mln dolarów, głównie z funduszy Europejskiego Banku Odbudowy i Rozwoju, Unii Europejskiej, niemieckiego państwowego Banku Rozwoju oraz rządu Japonii. Dzięki temu udało się również podnieść uzysk mocy elektrowni do 950 MW (z 1320 teoretycznych).

## Inne
Ze względu na swą unikalność w sierpniu 2015 r. zapora uzyskała w Gruzji status pomnika dziedzictwa narodowego.